# Rivulophilus sakaii
Rivulophilus sakaii là một loài Trichoptera trong họ Limnephilidae. Chúng phân bố ở miền Cổ bắc.